# El Manzano
El Manzano és un municipi de la província de Salamanca a la comunitat autònoma de Castella i Lleó. Limita al Nord amb Almendra i Sardón de los Frailes, a l'Oest amb Monleras, al Sud amb Puertas i Iruelos i a l'Oest amb Ahigal de Villarino.

## Demografia
| 1991 | 1996 | 2001 | 2004 |
| ---- | ---- | ---- | ---- |
| 120  | 108  | 96   | 105  |